# 香港仔 (報紙)
《香港仔》（英語：Lion Rock Daily）是香港大公文匯傳媒集團旗下的免費報章，也是香港傳統左派的集團報紙之一，在2018年4月9日創刊，每日派發約10萬份。報刊名稱一方面代表其總部位置香港仔，另一方面表示其目標受眾群體包括香港大眾，如「香港後生仔」、「香港朋友仔」、「香港打工仔」等等。而其英文刊名則有「獅子山日報」之意。

## 政治立場
雖然報紙為中聯辦旗下大公文匯傳媒集團刊物，但《香港仔》淡化了其親中共背景，聲稱是一個主打年輕基層的資訊平台，讓讀者可瀏覽到緊貼時事的專題報道、人物專訪、消費、寵物、旅遊、科技及職場等資訊。該報也較其他報章少廣告，廣告商主要是中資機構。《香港仔》於2019年香港中文大學進行的傳媒公信力調查中獲得4.49分，得分僅高於同屬中資背景的《香港商報》、《文匯報》及《大公報》。
不過，《香港仔》有時亦跟隨大公報及文匯報的步伐，對香港社會運動作出批評。例如，於2019年12月30日，《香港仔》便連同《文匯報》及《商報》，一同批評黃色經濟圈，指控支持反修例運動的人以和平形式支持理念相近小店的做法屬於黑社會行為。

## 獎項
| 年份   | 頒發機構     | 獎項                                                                                                 | 參考資料 |
| 2019年 | 香港報業公會 | 寫作組：最佳標題（中文組）冠軍、亞軍                                                                 | [ 7 ]    |
| 2020年 | 香港報業公會 | 報道組：最佳新人亞軍 寫作組：最佳標題（中文組）冠軍、優異獎 設計組：最佳新聞版面設計（單版組）優異獎 | [ 8 ]    |

## 外部連結
- 《香港仔》官方網站（页面存档备份，存于）
- 《香港仔》Facebook專頁